# Pachnoda leonina
Pachnoda leonina är en skalbaggsart som beskrevs av Conrad L. Schoch 1896. Pachnoda leonina ingår i släktet Pachnoda och familjen Cetoniidae.

## Underarter
Arten delas in i följande underarter:
- P. l. schoutedeni
- P. l. flavomarginata
- P. l. lobayensis